# Nikolai Wiktorowitsch Podgorny

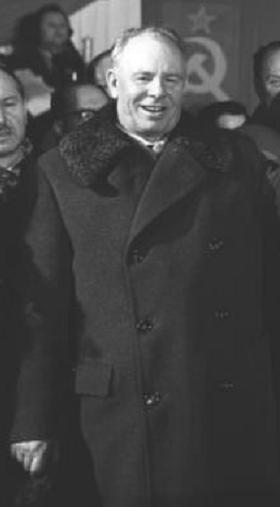
Nikolai Podgorny (1963)

Nikolai Wiktorowitsch Podgorny (russisch Николай Викторович Подгорный, wiss. Transliteration Nikolaj Viktorovič Podgornyj; * 5.jul. / 18. Februar 1903greg. in Karlowka; † 11. Januar 1983 in Moskau) war ein sowjetischer Politiker ukrainischer Herkunft. Von 1965 bis 1977 war er Vorsitzender des Präsidiums des Obersten Sowjets und damit Staatsoberhaupt der Sowjetunion.

## Biografie

### Aufstieg in der Ukrainischen SSR
Podgorny absolvierte von 1923 bis 1926 am Technischen Institut für Ernährungsindustrie der Nationalen Technischen Universität der Ukraine in Kiew ein Ingenieurstudium. 1930 trat er in die WKP (B) ein. Podgorny wurde wie Jekaterina Furzewa und Alexei Kiritschenko zunächst vom ukrainischen Parteichef (1938–1949) Nikita Chruschtschow gefördert. Von 1939 bis 1940 war er Stellvertretender Minister für Lebensmittelindustrie in der Ukrainischen SSR und von 1940 bis 1942 Stellvertretender Minister für die Lebensmittelindustrie der UdSSR. Von 1942 bis 1944 amtierte er als Direktor des Moskauer Instituts für die Lebensmittelindustrie. Erneut war er von 1944 bis 1946 Stellvertretender Minister für Lebensmittelindustrie in der Ukrainischen SSR.
Nach dem Zweiten Weltkrieg war Podgorny von 1946 bis 1950 Ständiger Vertreter des Ukrainischen Ministerrats bei der Regierung der UdSSR in Moskau. Aber erst 1950, nach Chruschtschows Weggang aus der Ukraine, trat Podgorny in den ukrainischen Parteiapparat ein und stieg schnell auf. Er wurde 1950 Erster Sekretär des Oblastkomitees von Charkow, als Leonid Melnikow, ein Gegner Chruschtschows, die ukrainische Partei führte. Von 1953 bis 1957 war er Zweiter Sekretär der Ukrainischen KP, als zeitgleich Kiritschenko Parteichef in der Ukraine war. Von 1952 bis 1965 war er Mitglied der Revisionskommission der KPdSU. Erst 1956 wurde er Mitglied des ZK der KPdSU. Von 1957 bis 1963 war er schließlich Erster Sekretär der KP der Ukraine als Nachfolger von Kiritschenko. In diesem Amt folgte ihm Pjotr Schelest. In dieser Zeit übte Chruschtschow mehrmals heftige Kritik an Podgorny, z. B. 1960 anlässlich der schlechten Ernte in der Ukraine, was er bei seinen Gefolgsleuten im Allgemeinen nicht tat.

### Politbüromitglied und Staatsoberhaupt
Im Juni 1958 wurde Podgorny Kandidat des Präsidiums des ZK der KPdSU. Am 4. Mai 1960 stieg er als Vollmitglied in das Präsidium des ZK der KPdSU, das höchste politische Gremium der UdSSR (ab 1966 Politbüro bezeichnet), auf. Er unterstützte die von Chruschtschow betriebene Entstalinisierung, verbunden mit dem Ausschluss von Molotow, Malenkow und Kaganowitsch aus Partei und Ämtern. Beim XXII. Parteitag der KPdSU im Oktober 1961 erfolgte erneut eine Abrechnung mit den stalinistischen Gegnern, und Podgorny sowie Spiridonow (Erster Sekretär von Leningrad) und Masurow (Erster Sekretär der Weißrussischen KP) hielten dazu die Hauptreden. In Fragen der Landwirtschaft bot er dem Parteichef durch kritische Beiträge durchaus die Stirn. Von 1963 bis 1964 war er auch Sekretär des Zentralkomitees der KPdSU. Beim Sturz von Nikita Chruschtschow als Parteichef der KPdSU unterstützte er eher zurückhaltend dessen Nachfolger Leonid Breschnew. Im Politbüro verblieb er bis zum 24. Mai 1977.
Am 9. Dezember 1965 wurde Podgorny zum Vorsitzenden des Präsidiums des Obersten Sowjets gewählt und folgte Anastas Mikojan in das Amt, womit er im formellen Sinne zugleich das Staatsoberhaupt der Sowjetunion war. Im Machtgefüge der Sowjetunion rangierte das Amt jedoch deutlich hinter dem des Generalsekretärs der Partei (bzw. Ersten Sekretärs). In dieser Zeit galten Parteichef Breschnew, Ministerpräsident Kossygin und Podgorny – in dieser Reihenfolge – als die machtvolle Führungstroika der UdSSR. Der „Chefideologe“ Michail Suslow sollte jedoch zunehmend an Bedeutung gewinnen und Podgorny im Machtgefüge überholen. Zwischen dem eher reformerischen Podgorny und dem konservativen Suslow kam es vermehrt zu unterschiedlichen Auffassungen, unter anderem bei Reformen der Industrie, wobei sich Suslow für die eher militärische Schwerindustrie durchsetzen konnte.
Podgornys Rücktritt als Staatsoberhaupt und Mitglied des Politbüros erfolgte am 24. Mai 1977 nach einem Machtkampf mit Breschnew, der das Amt des Staatsoberhauptes in Personalunion mit dem des Generalsekretärs der KPdSU übernahm.

### Ehrungen
Podgorny erhielt zahlreiche Orden, so wurde ihm zweimal der Titel Held der sozialistischen Arbeit verliehen, er erhielt fünfmal den Leninorden.